# دهستان ارسک
دهستان ارسک، یکی از دهستان‌های بخش ارسک از توابع شهرستان بشرویه است. این دهستان، بر اساس سرشماری سال ۱۳۸۵، تعداد ۳٬۲۲۶ نفر جمعیت داشته‌است.
دهستان ارسک تا آبان ۱۳۸۷، دهستانی از بخش بشرویه و از توابع شهرستان فردوس بود که در این سال و پس از ارتقای بشرویه به شهرستان، به‌همراه دهستان رقه، بخش ارسک را تشکیل داد.